# Pierre Sané

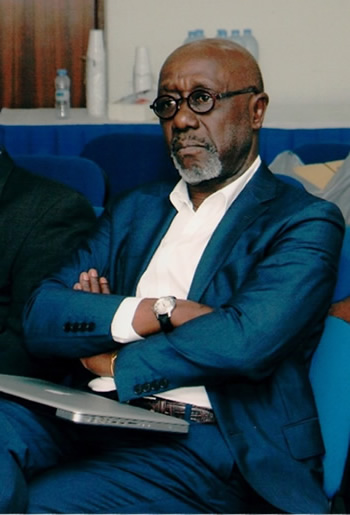
Pierre Sané

Pierre Gabriel Michel Sané (* 7. Mai 1949 in Dakar) ist ein senegalesischer Völkerrechtler und Politikwissenschaftler.
Seit 1977 arbeitete er in diversen Projekten der Entwicklungszusammenarbeit mit einem Themenschwerpunkt in der Region West- und Zentralafrika. An der Carleton University (Ottawa) versuchte er eine Promotion und hält einen M.Sc. in der öffentlichen Politik und Verwaltung der London School of Economics. Zudem hat er einen MBA der École Supérieure de Commerce et d’Administration des Entreprises (heute BEM Bordeaux Management School) als Wirtschaftsprüfer.
Seine Themenschwerpunkte sind Menschenrechtspolitik und Entwicklung. Er war Gründungsmitglied der Panafrikanischen Stiftung (PANAF), von Front Line (Dublin) und Kurator des Genfer Henry-Dunant-Instituts.
Im Oktober 1992 wurde er von Amnesty International (ai) zum Generalsekretär berufen, nachdem er 1988 beigetreten war. Er führte dabei mehrere Delegationen auf einschlägigen UN-Konferenzen und sprach vor dem UN-Sicherheitsrat. Vor der Organisation Amerikanischer Staaten (Washington, D.C.) sprach er sich mehrfach für ein Moratorium für Todesurteile aus.
Unter seine Führung fanden größere strukturelle Veränderungen in der Organisation von Amnesty International statt. So beauftragte er die Erarbeitung von Strategiepapieren, eines zentralen Fund-Raisings und Krisenmanagement, sowie von Evaluationen.
Von 2001 bis 2010 wirkte er für die UNESCO als assistierender Generaldirektor für Humanwissenschaften.